# Vibo Valentia
Vibo Valentiaⓘ (wł. wym. [ˈvibo vaˈlɛnʦja]) – miejscowość i gmina we Włoszech, w regionie Kalabria, w prowincji Vibo Valentia.
Według danych na rok 2004 gminę zamieszkiwały 35 124 osoby, 763,6 os./km².